# Cayo Ambergris
El Cayo Ambergris (también conocido en español como Cayo Ámbar Gris) es la isla más grande de Belice, ubicada en el nordeste de este país, cerca de la frontera con México en el mar Caribe y que pertenece administrativamente al distrito de Belice. 
Tiene unos 40 kilómetros de largo de norte a sur, y alrededor de 1,6 kilómetros de ancho y una superficie de 64 km² y en ella habitan cerca de 2000 personas, la mayoría concentradas en la localidad más grande, San Pedro ubicada en las costas del Mar. Ya que es la segunda mayor barrera de arrecifes del mundo que también es un popular destino turístico, mereció en 1996 la clasificación como Patrimonio de la Humanidad de la Unesco y es un hábitat protegido muy famoso.

## Galería
|                    |
| Playa en San Pedro |

|                                        |
| Parque principal visto desde el muelle |

|                                                |
| Agua azul frente a la costa del Cayo Ambergris |

|                                |
| Anochecer en el Cayo Ambergris |

|                                                     |
| Vista de la barrera de arrecifes desde la distancia |

|                                             |
| Pescadores en las costas del Cayo Ambergris |

|               |
| Manmade ponds |

|                              |
| Carretera cerca de San Pedro |

|                                                    |
| Casas en San Pedro cerca de Manglares y el Pántano |